# Кючюк Меджидийе джамия
Кючюк Меджидие джамия (на турски: Küçük Mecidiye Camii) е османска джамия в район Бешикташ в Истанбул, Турция. Построена е по заповед на султан Абдул Меджид I от Нигохос Балян, член на фамилията Балян. Джамията се намира на улица Чъраган близо до входа на парк Йълдъз. Полицейското управление на Бешикташ се намира наблизо, дворецът Чъраган е отсреща.